# Miss Friendship Internacional 2009
O Miss Friendship Internacional 2009 foi a primeira edição do concurso de beleza Miss Friendship International. Kantapat Peeradachainarin, da Tailândia, foi coroada a primeira Miss Friendship Internacional em 7 de Novembro de 2009, tendo 68 candidatas disputado o título na China.

## Resultados
| Colocação            | Candidata                 | País      |
| Miss Friendship 2009 | Kantapat Peeradachainarin | Tailândia |
| 2º. Lugar            | Tugsuu Idersaikhan        | Mongólia  |
| 3º. Lugar            | Daliane Menezes           | Brasil    |
| 4º. Lugar            | Ieva Taraseviciute        | Lituânia  |
| 5º. Lugar            | Xu Qian Hui               | Taiwan    |

- Top 15 Semifinalistas:

| Semifinalista         | País             |
| Nikie Severe          | Bahamas          |
| Choi Yu-ran           | Coreia do Sul    |
| Nadine Probst         | Estados Unidos   |
| Kato Shinobu          | Japão            |
| Mina Li               | Macau            |
| Domnita Sajin         | Moldávia         |
| Joanna Chrustowska    | Polônia          |
| Karolina Havrankova   | República Tcheca |
| Anna Ivanova          | Rússia           |
| Maria De Luz Da Silva | Venezuela        |

### Premiações Especiais
- Várias premiações especiais foram distribuídas para as candidatas:

| Premiação           | Candidata              | País             |
| Miss Popularidade   | Karolina Havrankova    | República Tcheca |
| Miss Personalidade  | Marina Tunyan          | Armênia          |
| Miss Fotogênica     | Eleni Grigoriou        | Grécia           |
| Melhor Traje Típico | Choi Yu-ran            | Coreia do Sul    |
| Miss Elegância      | Kahurangi Julia Taylor | Nova Zelândia    |
| Miss Bikini         | Daliane Menezes        | Brasil           |
| Miss Talento        | Ooi See Nee            | Malásia          |

## Candidatas
| - África do Sul - Petronella Noele Joubert - Alemanha - Marion Steinecker - Armênia - Marina Tunyan - Austrália - Katrina Elyse Fryer - Áustria - Angelika Primus - Bahamas - Nikie Severe - Beijing - Xu Jia Qi - Bielorrússia - Sofia Svishcheva - Bósnia e Herzegovina - Nehla Hasanhodzic - Brasil - Daliane Menezes - Bulgária - Irena Petrova - Camarões - Antoinette Esther Mbezele - Canadá - Neda Derakhshanfar - Casaquistão - Aigerim Otabayeva - Coreia do Sul - Choi Yu-ran - Dinamarca - Helle Johansen - Estados Unidos - Nadine Probst - Etiópia - Debebe Rahel - Filipinas - Lorraine Maire - Finlândia - Rita Aaltolahti - França - Lois Kiaka - Geórgia - Maria Alexandra Sarchimelia - Grécia - Eleni Grigoriou - Groelândia - Azarkan Jane Paarma - Holanda - Franca Maria Nieuwenhuijs - Hungria - Konstantina Plamenova Markova - Ilhas Cook - Warta Leilani Anne Marsters - Inglaterra - Chantelle Jill Wright - Índia - Akita Mohapatra - Islândia - Eydis Perla Martinsdottir - Itália - Alicia Ferrari - Japão - Kato Shinobu - Quênia - Agnes Mbogori - Quirguistão - Altynai Ismankulova | - Líbano - Sandy Gabriel - Lituânia - Ieva Taraseviciute - Luxemburgo - Laurie Bender - Macau - Mina Li - Malásia - Ooi See Nee - México - Nancy Llanes - Moldávia - Domnita Sajin - Mônaco - Allison Da Silva - Mongólia - Tugsuu Idersaikhan - Montenegro - Tamara Vukasinovic - Nova Zelândia - Kahurangi Julia Taylor - Noruega - Cecilie Felice - Paquistão - Cheema Batool - Panamá - Annika Madelaine Forero Fuentes - Polónia - Joanna Elizbieta Chrustowska - República Tcheca - Karolina Havrankova - Romênia - Andra Costina Fliundra - Rússia - Anna Ivanova - Sérvia - Aleksandra Filic - Sibéria - Vera Kirilchik - Shanghai - Zheng Yuan Ying - Shenzhen - Shi Yan Ming - Singapura - Ye Jiahui - Suécia - Emma Caroline Franzen - Tailândia - Kantapat Peeradachainarin - Taiwan - Xu Qian Hui - Tonga - Sabrina Compton - Turcomenistão - Elena Satushkina - Uganda - Pierra Akwero - Ucrânia - Sabina Lysenko - Uzbequistão - Mariya Datchenko - Venezuela - Maria De Luz Da Silva - Vietnã - Pham Thi Thuy Linh - Wuhan - Xiao Qing |